# ТАС
Творница аутомобила Сарајево (ТАС), настала је 1969. године, склапањем партнерства са њемачким Фолксвагеном, а сарадња је почела монтажом Бубе, тада најпознатијег Фолксвагеновог модела. Фабрика се налази у Вогошћи. Творница је била 51% у власништву УНИС-а, а 49% у власништву ФВ-а.

## Историја
Процват је доживјела средином 70-их година 20. вијека, када се у њој почиње склапати Голф. Наредних година склапало се и до 15.000 возила годишње, а раст ТАС-а довео је до процвата и других фабрика, као што су творница ауто стакала у Шамцу, чија је годишња производња за 100.000 аутомобила достигла вриједност од 30 милиона марака, и „Тесла“ који је испоручивао акумулаторе у вриједности од 15 милиона марака. Након осам година производње прве генерације „Голфа“, крајем 1985. почиње производња „Голфа 2“. Производња се усталила на око 25 000 возила годишње, а извоз на основу кооперације из ТАС-а пред рат је износио од 250—300 милиона марака, уз план да се попне на пола милијарде. Базирана на успјешној седмогодишњој масовној продукцији, припремана је производња од 40.000 возила. Тада је почео Распад Југославије и рат у БиХ.
У периоду од 1992. до прољећа 1996, творница и насеље Вогошћа су се налазиле у саставу Републике Српске. Након рата у погонима некадашње Творнице аутомобила Сарајево, обновљенима уз помоћ Фолксвагена и Шкоде, обављала се најједноставнија монтажа аутомобила, тзв. СКД монтажа. Ти су аутомобили у БиХ стизали готово комплетирани у матичним творницама у Њемачкој, тј. Чешкој. Али, због Споразума о стабилизацији и придруживању БиХ и ЕУ, почетком 2009. године потпуно су укинуте царинске таксе на увоз нових аутомобила, те су тако возила која излазе из вогошћанских погона престала бити јефтинија од увозних, а самим тим и конкурентна на тржишту БиХ. Према томе, јефтиније их је увозити из матичних држава, него склапати у БиХ.